# Gold Lion
Gold Lion è un brano musicale del gruppo statunitense Yeah Yeah Yeahs, pubblicato nel 2006 come singolo estratto dall'album Show Your Bones.

## Video
Il video è stato diretto da Patrick Daughters nel deserto del Nevada.

## Tracce
1. Gold Lion - 3:09
2. Let Me Know (demo) - 3:31
3. Gold Lion (Diplo's Optimo remix) - 4:04
4. Gold Lion (Nick Zinner remix) - 3:14

## Formazione
- Karen O - voce
- Nick Zinner - chitarre, sintetizzatore
- Brian Chase - batteria